# Leanne Crichton
Leanne Crichton (* 6. August 1987 in Glasgow) ist eine schottische ehemalige Fußballspielerin. Die Mittelfeldspielerin spielte in der Scottish Women’s Premier League für Glasgow City LFC und gewann mit dem Verein sechsmal die schottische Meisterschaft. Für die schottische Fußballnationalmannschaft spielte sie von 2006 bis 2020 international.

## Karriere

### Verein
Crichton begann bei Cumbernauld Cosmos mit dem Fußballspielen. Sie wechselte dann zum Whitehill Welfare LFC und 2007 zum Glasgow City LFC für ein kurzes Intermezzo. Von 2007 bis 2011 spielte sie für den Lokalrivalen Celtic Glasgow LFC und anschließend für Hibernian Edinburgh. Danach kehrte sie zum ersten Mal zum Glasgow City LFC zurück. 2015 zog es sie nach drei Meisterschaften mit Glasgow City in den Süden zu Notts County. Mit Notts erreichte sie sowohl das Pokalfinale als auch das Ligapokalfinale. 2017 kehrte sie dann zum zweiten Mal zum Glasgow City LFC zurück. Sie wurde dort noch zweimal Meister. Zudem gewann sie mit Glasgow City mehrmals den schottischen Pokal und Ligapokal. Für Glasgow City bestritt sie auch insgesamt 22 Spiele in der UEFA Women’s Champions League. Ihr bisher einziges CL-Tor erzielte sie am 12. September 2018 im Sechzehntelfinale beim 2:0-Sieg gegen den zyprischen Meister Somatio Barcelona FA. In der nächsten Runde kam dann aber das Aus gegen die Frauen des FC Barcelona. 2020 benötigten sie zweimal das Elfmeterschießen um die Qualifikation zu überstehen, wobei sie in der 2. Runde beim 1:1 gegen Valur Reykjavík das Tor für ihre Mannschaft erzielte. Im Sechzehntelfinale schieden sie dann nach zwei Niederlagen gegen Sparta Prag aus.
Im Juni 2021 wechselte sie als Spielertrainerin zum Motherwell FC Women.

### Nationalmannschaft
Crichton gehörte zum Kader der U-19-Mannschaft, die 2005 erstmals an einer U-19-EM teilnahm, dort aber nach drei Niederlagen mit dem Negativrekord von 2:11 Toren ausschieden, was erst drei Jahre später von der eigenen U-19-Mannschaft mit 2:12 Toren „überboten“ wurde.
Am 12. März 2009 debütierte Crichton beim Spiel um Platz 7 des Zypern-Cup 2009 gegen Russland in der A-Nationalmannschaft. Sie wurde beim 2:1-Sieg vier Minuten vor dem Spielende eingewechselt. Auf das nächste Länderspiel musste sie dann aber fast vier Jahre warten. Bei zwei Niederlagen gegen die USA im Februar 2013 stand sie in der Startelf, wurde aber nach 65 Minuten ausgewechselt. Im ersten Spiel des Zypern-Cups 2013 spielte sie dann erstmals über 90 Minuten und wurde dann auch in den drei anderen Spielen eingesetzt, die mit dem fünften Platz endeten. Sie war nun Stammspielerin und erzielte am 1. Juni 2013 gegen Island ihr erstes Länderspieltor. In der Qualifikation zur WM 2015 wurde sie in acht Spielen eingesetzt und erzielte dabei zwei Tore. Durch zwei Niederlagen gegen Schweden wurde die direkte Qualifikation verpasst und in den Entscheidungsspielen der Gruppenzweiten wurde zweimal gegen die Niederlande verloren.
Besser lief es in der Qualifikation für die EM 2017. Mit sieben Siegen und nur einer Niederlage, profitierten die Schottinnen als Gruppenzweite davon, dass die Zahl der Endrunden-Teilnehmer auf 16 erhöht wurde und sie damit zum ersten Mal für die Endrunde qualifiziert waren. Crichton kam in sieben Spielen, konnte aber kein Tor beisteuern. Bei der EM wurde sie in den drei Spielen eingesetzt. In ihrem ersten EM-Spiel trafen sie auf England und verloren mit 0:6. Im zweiten Gruppenspiel wurde mit 1:2 gegen Portugal verloren. Das dritte Spiel wurde gegen Spanien mit 1:0 gewonnen. Da Portugal und Spanien auch gegen England verloren, die Spanierinnen aber mit 2:0 gegen Portugal gewannen, schieden die Schottinnen als Gruppendritte aus.
In der Qualifikation zur WM 2019 wurde sie nur in den ersten beiden Spielen im Oktober 2017 eingesetzt. Sie wurde dann zwar noch Anfang Januar 2018 bei der 0:3-Niederlage gegen Norwegen eingesetzt, dann aber zunächst nicht mehr. Die Schottinnen qualifizierten sich erstmals für die WM, wo sie wie bei der EM im ersten Spiel auf England treffen werden.
2019 wurde sie dann in fünf der ersten acht Spiele eingesetzt und am 15. Mai 2019 für die WM nominiert. Bei der WM kam sie nur im letzten Gruppenspiel gegen Argentinien zum Einsatz. Nach 69 Minuten führten die Schottinnen mit 3:0, mussten dann aber noch drei Gegentore hinnehmen, darunter das entscheidende Tor zum 3:3 in der vierten Minute der Nachspielzeit, und schieden dadurch aus. In der anschließenden Qualifikation für die EM 2022 hatte sie fünf Einsätze. Durch zwei 0:1-Niederlagen gegen Portugal und Finnland im Herbst 2020 verloren sie die Chance sich erneut für die EM-Endrunde zu qualifizieren.
Ende Januar 2021 erklärte sie ihren Rücktritt aus der Nationalmannschaft.

## Erfolge
- Schottische Meisterin: 2012, 2013, 2014, 2017, 2018, 2019 (mit Glasgow City)
- Schottische Pokalsiegerin: 2012, 2013, 2014, 2019 (mit Glasgow City)
- Schottischer Ligapokal: 2011, 2012, 2013, 2014 (mit Glasgow City)